# Jesse James Garrett
Pour les articles homonymes, voir Goldman et JJG.
Jesse James Garrett ou JJG est un architecte de l'information particulièrement connu pour son diagramme « The Elements of User Experience », ainsi que pour l'invention du terme Ajax introduit le 18 février 2005, dans un article sur le site Web Adaptive Path.